# Arkitekturskolans byggnad

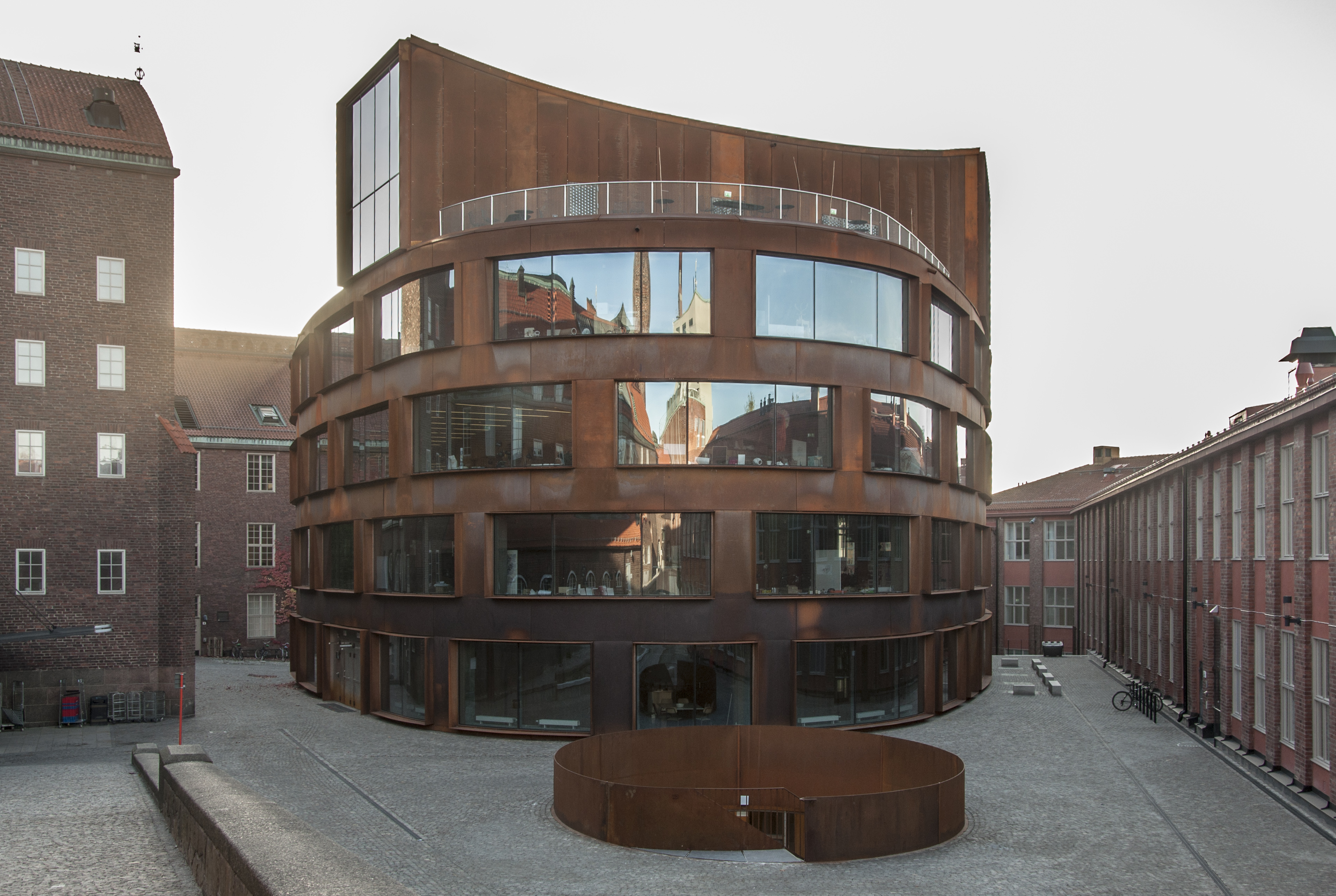
Arkitekturskolan byggnad

Arkitekturskolans byggnad vid Osquars backe 9 på Kungliga tekniska högskolans campus vid Valhallavägen i Stockholm uppfördes 2013-2015. Den ritades av Tham & Videgård Arkitekter och ersatte Arkitekturskolans tidigare byggnad på Östermalmsgatan.

## Byggnad
Vid årsskiftet 2006-2007 gick Akademiska Hus tillsammans med KTH och i samarbete med Sveriges arkitekter ut med en öppen inbjudan kring utformning av en ny skolbyggnad för Arkitekturskolan KTH och entréplats till KTH. Tham & Videgård Arkitekter fick uppdraget att gestalta den nya skolan.
Man placerade ett friliggande ovalt fyravåningshus i det sammanhängande gårdsutrymmet. Fasaderna av rostrött corténstål är svängda och uppbyggda av ramar med förskjutna öppningar och glaspartier. Tanken med den svängda konturen är att korta fasadernas visuella längd och öppna vyer över hörnen. Den ger även ett varierat skugg- och ljusspel. I höjd och färgsättning ansluter byggnaden till de omgivande äldre byggnadernas tegelfasader.
Invändigt är den rena betongen synlig i fasaden, liksom trapphuset. De lättare väggarna är klädda i trä. En central hall bildar ett naturligt utställningsrum i byggnaden. Den länkar till ateljéer, utställningsrum, datasal och verkstäder. I entréhallen återfinns Jonas Dahlbergs ljudkonstverk An imagined city från 2015. På plan 3, 4 och 4 ligger ritsalarna med öppna plan och tre meter i takhöjd, men med möjlighet till indelning i mindre rumsformationer. På plan 2 återfinns kontor, servicefunktioner, mötesrum och pentry. I anslutning till takvåningen finns takterrasser.
Den 12 oktober 2015 invigdes byggnaden. Byggkostnaden för de 8.800 kvadratmeterna uppgick till drygt 400 miljoner kronor.
Den belönades med Kasper Salin-priset 2015 och samma år nominerades den till Årets Bygge. Byggnaden fick första plats i arkitekturtävlingen Årets Stockholmsbyggnad 2016 med motiveringen: ”Ett fint anpassat tillägg i en trång miljö där fasadens roströda cortenstål, med sin organiska form, ger ett både mjukt och uppkäftigt intryck. Ett generöst hus som får besökaren att känna sig såväl nyfiken som inbjuden.”

## Bildgalleri

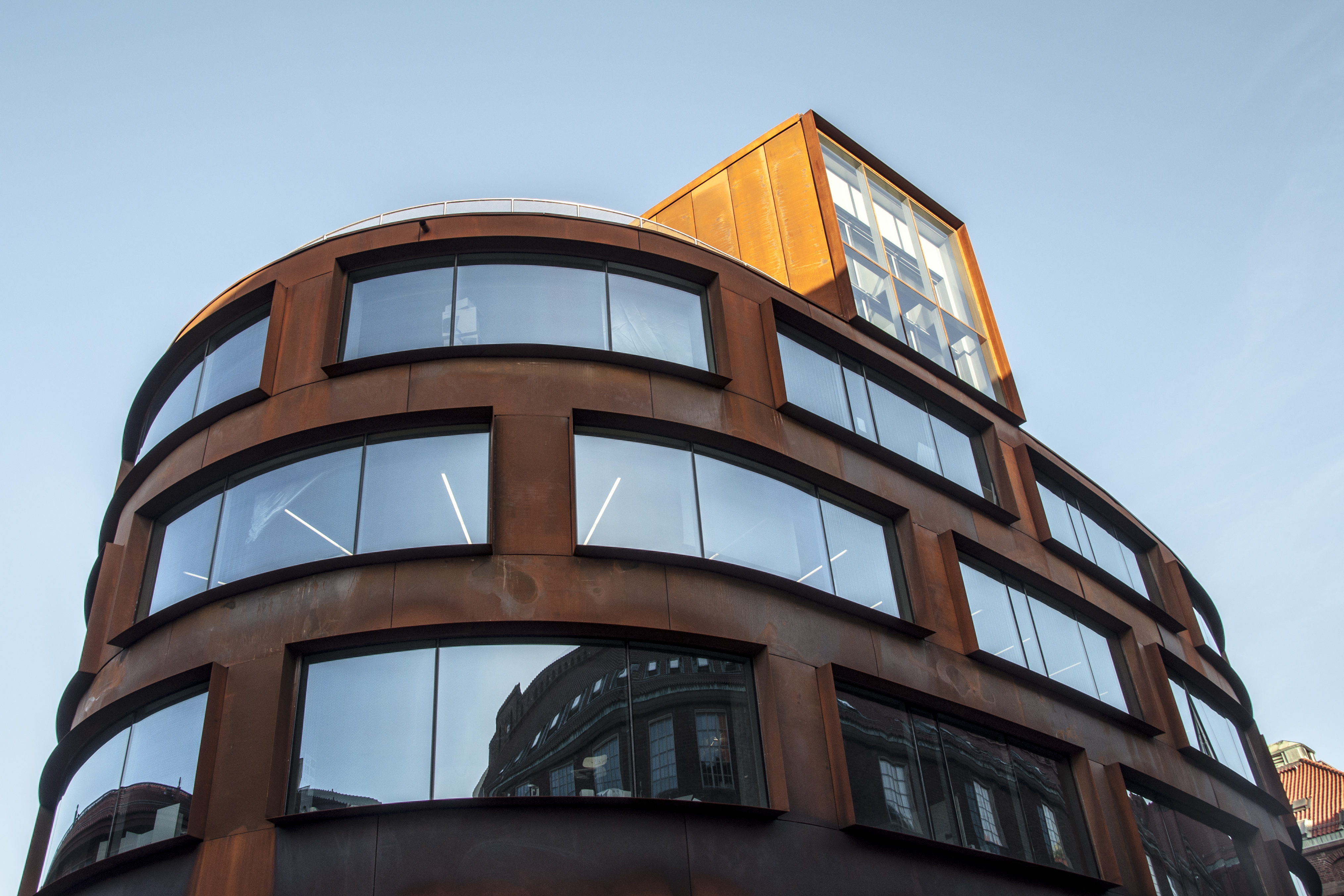
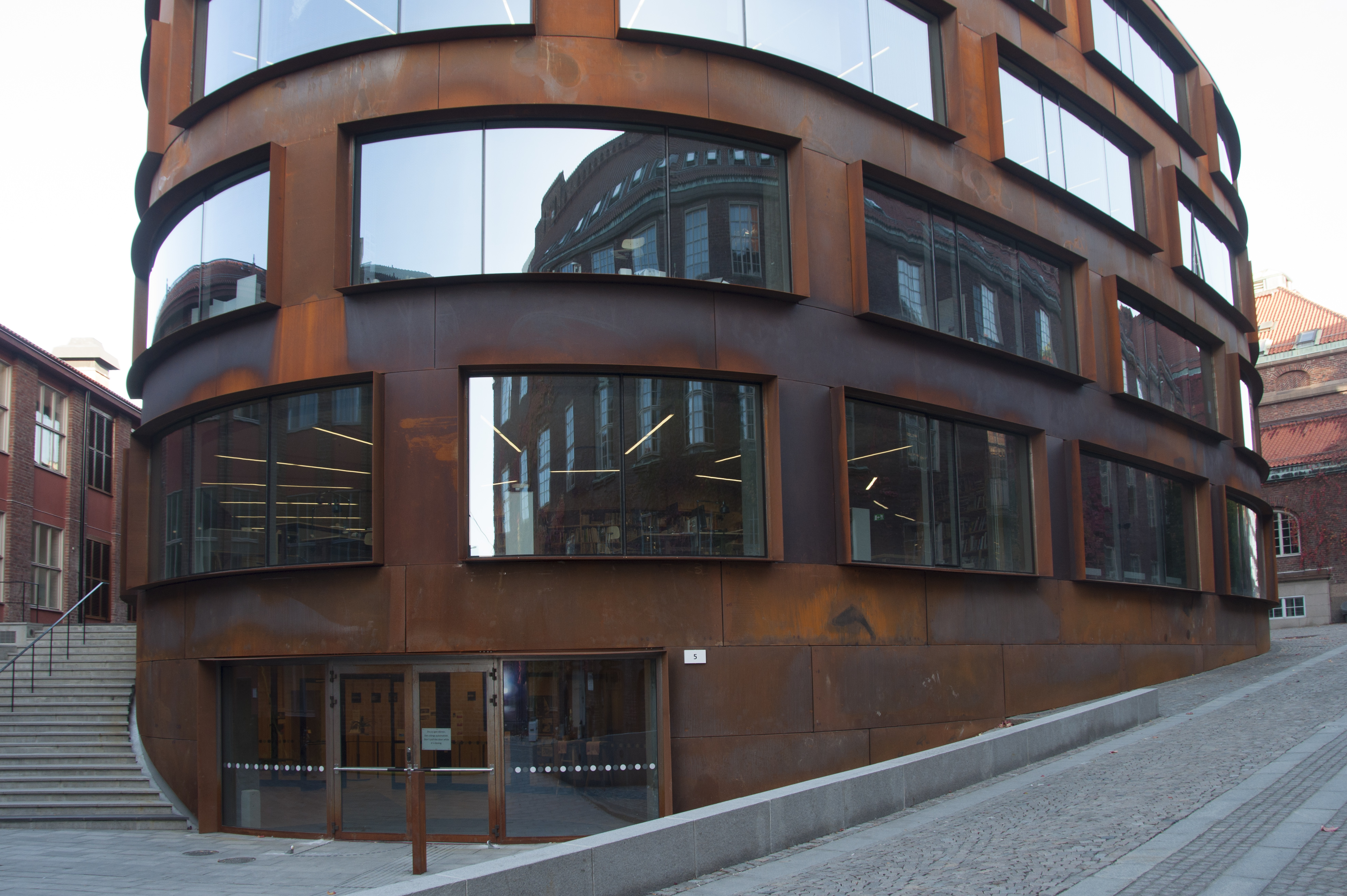
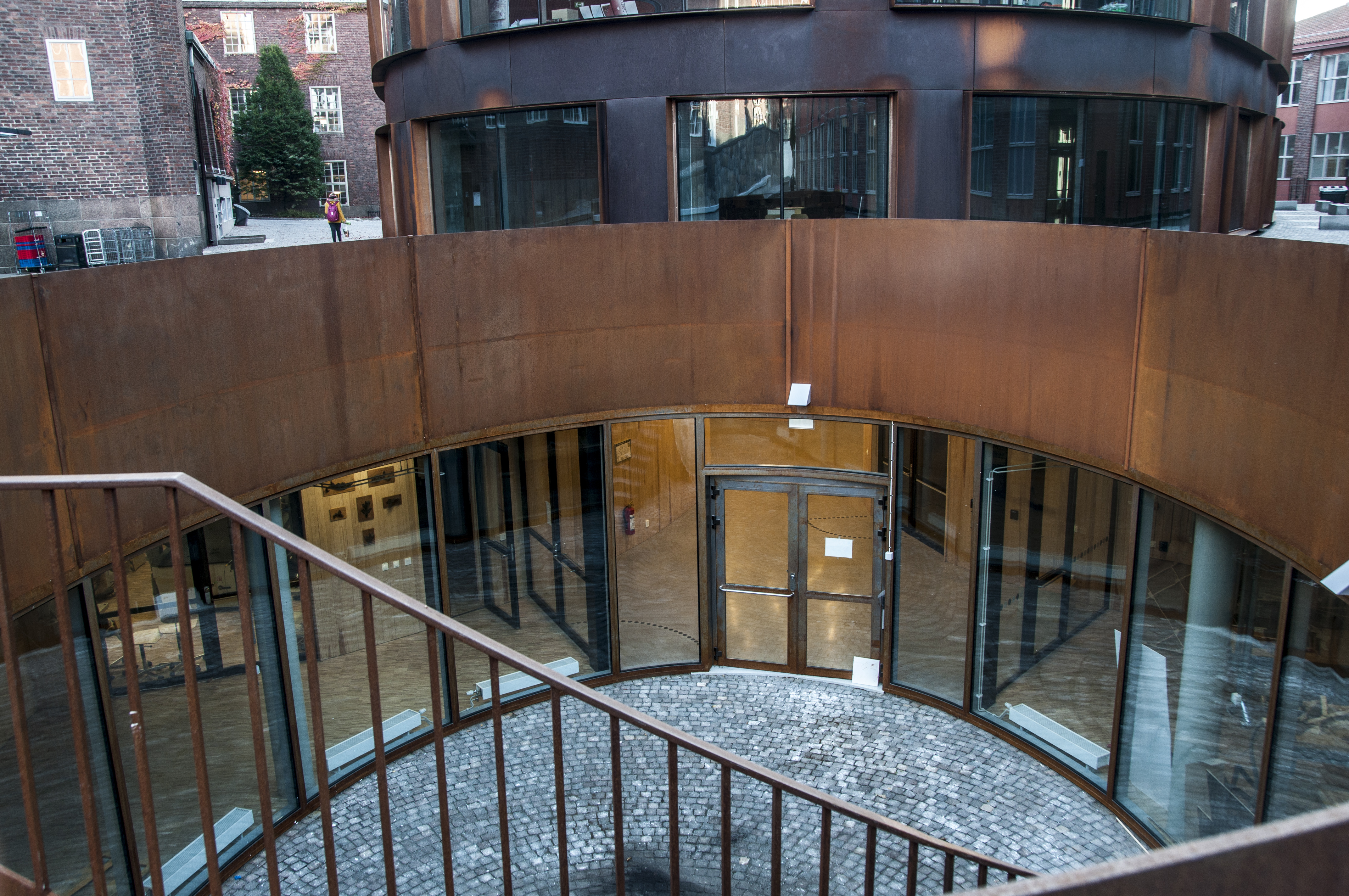
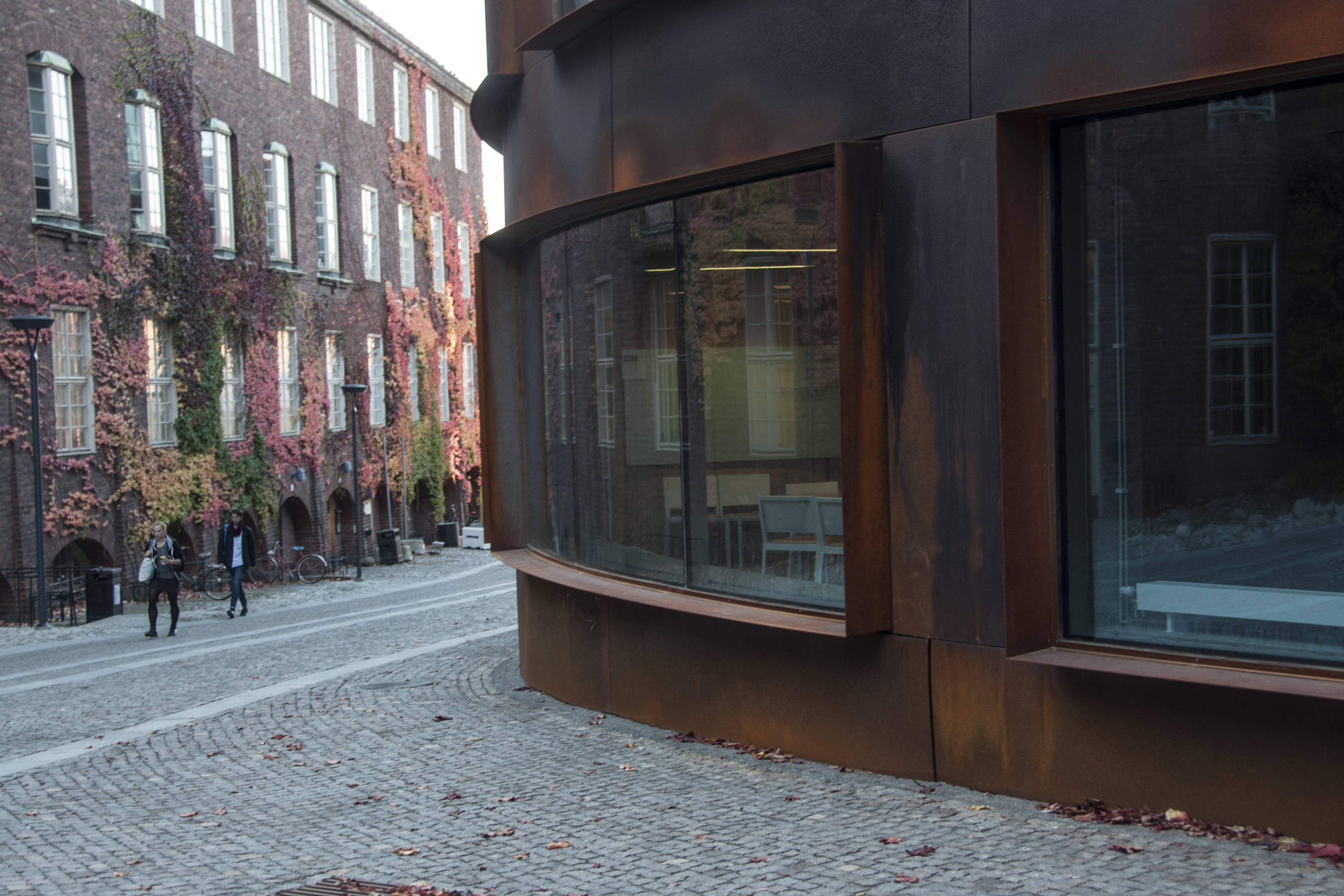
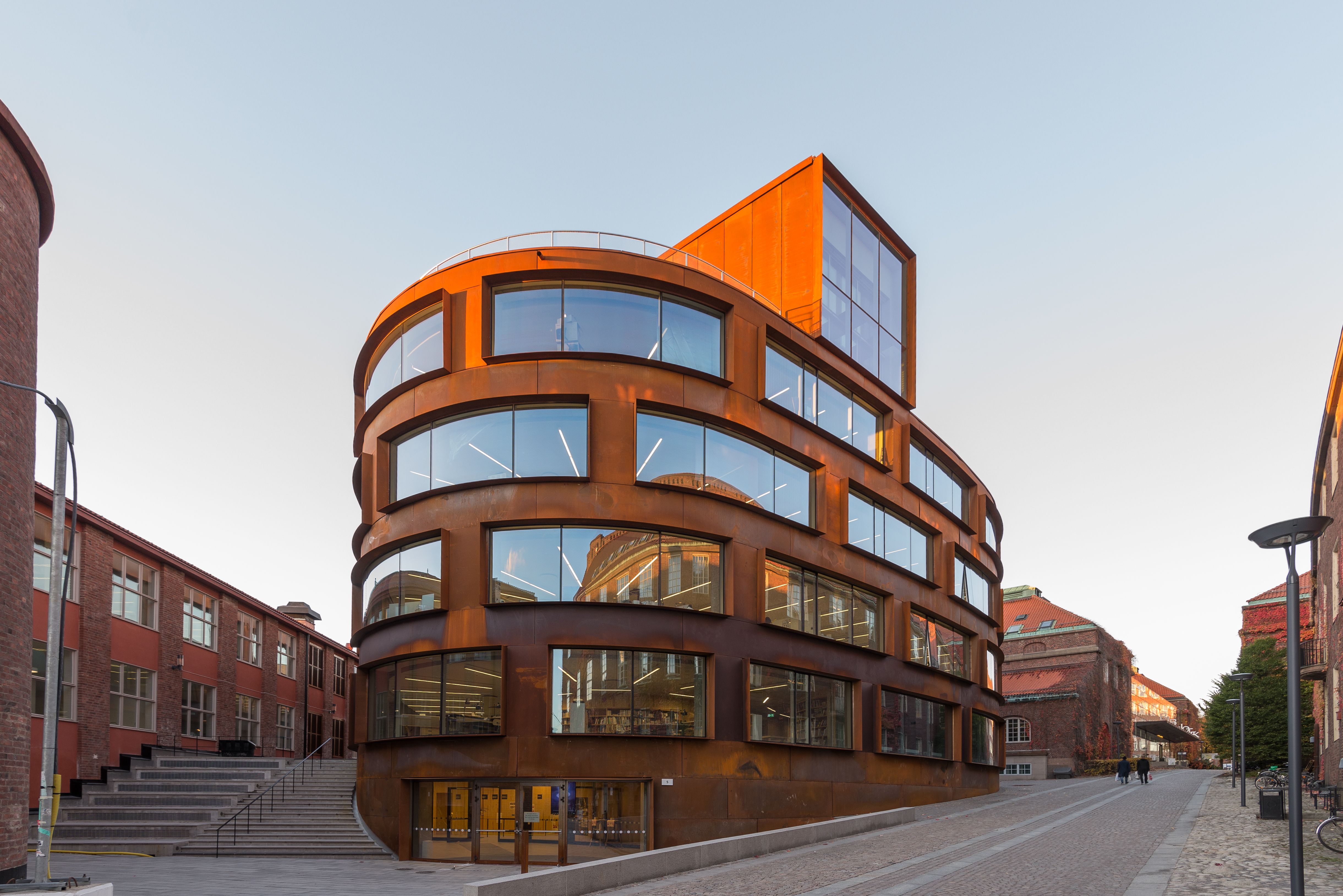